# Wasp-39b
Wasp-39b는 처녀자리에 존재하는 외계 행성이다. 2011년에 발견된 행성이다.

## 설명
Wasp-39b는 지구에서 약 700광년 떨어진 곳에 위치하고 있으며 뜨거운 토성으로 분류되는 거대한 가스 행성이다. 모항성으로 Wasp-39가 있으며 태양계의 행성 중에 하나인 토성과 같이 무게나 부피가 가벼운 가스 행성이다. 이행성은 이산화탄소를 비롯하여 수증기와 이산화 황의 존재가 확인된 행성이며 모항성과 가까운 거리에 위치하고 있기 때문에 모항성을 향해 항상 같은 면을 모항성 쪽으로 향하는 조석 고정이 되어 있고 모항성을 바라보는 낮쪽의 온도는 900°로 뜨거운 온도를 가진다. Wasp-39b는 모항성에 가까운 (700만 km)거리에서 공전하기 때문에 모항성을 단 2일만에 돌며 토성이나 슈퍼토성에 속하는 다른 외계 행성과 달리 행성에는 고리가 없다.

## 같이 보기
- 뜨거운 토성
- 가스 행성
- 토성